# 阿尔巴尼亚民主阵线

阿尔巴尼亚民主阵线标志

阿尔巴尼亚民主阵线是阿尔巴尼亚劳动党领导下的群众性统一战线组织，前身是1942年9月16日成立的民族解放运动。

## 歷史
1945年8月，阿尔巴尼亚劳动党“一大”决定将民族解放运动改组为阿尔巴尼亚民主阵线。参加民主阵线的，除阿尔巴尼亚劳动党外，还有阿尔巴尼亚工会、阿尔巴尼亚劳动青年联盟、阿尔巴尼亚妇女联盟、阿尔巴尼亚作家和艺术家联盟和其他一些组织。民主阵线以工农联盟為基础，阿尔巴尼亚劳动党是其直接领导者。在民主阵线成立的佩萨代表会议上通过的由共产党制定的民族解放战争纲领。民主阵线在国家政治生活中的一项重要任务，就是保证人民议会、人民会议和人民法院的选举顺利进行並確保黨的權威與控制。民主阵线设全国委员会，由主席1人、副主席和委员若干人组成。恩维尔·霍查及其妻子涅奇米叶·霍查曾先后担任民主阵线全国委员会主席。

## 解散
1991年7月14日，阿尔巴尼亚民主阵线主席团集体辞职。10月19日在地拉那举行民主阵线全国代表会议，决定解散民主阵线，宣布成立一个新的、独立的社会政治组织“阿尔巴尼亚民族联盟”。此次大会提出的解散民主阵线的主要理由是，民主阵线是劳动党一党专政时期的组织。该组织的纲领和章程等基本文件已完全不适应今日政治多元化后迅速的变化；民主阵线的名字本身就使人回想起过去的阶级斗争、宗派主义、欺骗群众、流放、监禁等痛苦经历，许多人已经退出阵线，阵线已经事实上瓦解，对民主阵线必须进行彻底的更新和改革。